# Europees kampioenschap voetbal onder 21 - 1998
Aan het Europees kampioenschap voetbal onder 21 van 1998 (kortweg EK voetbal -21) deden 46 teams mee. Het toernooi werd inclusief de kwalificatiewedstrijden tussen 1996 en 1998 gehouden. Vanaf deze editie werd de volledige knock-outfase van het toernooi gespeeld in het land van een van de kwartfinalisten, dit jaar werd Roemenië gekozen. De winnaar van het toernooi was voor de tweede keer Spanje.
Servië en Montenegro (toen nog onder de naam Joegoslavië) mocht dit toernooi voor het eerst meedoen, na twee edities van schorsing. Een ander land dat vroeger onder het (grote) Joegoslavië viel was Bosnië en Herzegovina, dat deed dit jaar ook voor het eerst mee.
De 46 team werden verdeeld in acht groepen van vijf en een van zes. De zeven beste groepswinnaars stroomden direct door naar de kwartfinales, de overige twee speelden een play-off tegen elkaar voor het laatste ticket.

## Kwalificatie
| Kwalificatiegroep 1 | Kwalificatiegroep 1   | Wed | W | G | V | DV | DT | Ptn |
| ------------------- | --------------------- | --- | - | - | - | -- | -- | --- |
| 1                   | Griekenland *         | 8   | 5 | 1 | 2 | 12 | 7  | 16  |
| 2                   | Denemarken *          | 8   | 5 | 1 | 2 | 16 | 9  | 16  |
| 3                   | Kroatië               | 8   | 4 | 0 | 4 | 13 | 9  | 12  |
| 4                   | Slovenië              | 8   | 3 | 0 | 5 | 9  | 13 | 9   |
| 5                   | Bosnië en Herzegovina | 8   | 1 | 2 | 5 | 6  | 18 | 5   |

| - Griekenland 0-2 Slovenië - Griekenland 1-0 Bosnië en Herzegovina - Slovenië 0-3 Denemarken - Bosnië en Herzegovina 3-1 Kroatië - Denemarken 1-3 Griekenland - Slovenië 2-0 Bosnië en Herzegovina - Kroatië 0-1 Griekenland - Kroatië 2-0 Denemarken - Bosnië en Herzegovina 0-0 Griekenland - Kroatië 2-0 Slovenië | - Griekenland 2-0 Kroatië - Denemarken 2-1 Slovenië - Denemarken 5-0 Bosnië en Herzegovina - Bosnië en Herzegovina 1-1 Denemarken - Kroatië 6-1 Bosnië en Herzegovina - Slovenië 1-3 Griekenland - Denemarken 1-0 Kroatië - Bosnië en Herzegovina 1-2 Slovenië - Griekenland 2-3 Denemarken - Slovenië 1-2 Kroatië |

| Kwalificatiegroep 2 | Kwalificatiegroep 2 | Wed | W | G | V | DV | DT | Ptn |
| ------------------- | ------------------- | --- | - | - | - | -- | -- | --- |
| 1                   | Engeland            | 8   | 5 | 3 | 0 | 7  | 1  | 18  |
| 2                   | Georgië             | 8   | 3 | 3 | 2 | 10 | 10 | 12  |
| 3                   | Italië              | 8   | 3 | 2 | 3 | 17 | 6  | 11  |
| 4                   | Polen               | 8   | 1 | 5 | 2 | 10 | 15 | 8   |
| 5                   | Moldavië            | 8   | 1 | 1 | 6 | 5  | 17 | 4   |

| - Moldavië 0-2 Engeland - Moldavië 0-3 Italië - Engeland 0-0 Polen - Italië 6-0 Georgië - Georgië 0-1 Engeland - Polen 1-3 Moldavië - Engeland 1-0 Italië - Italië 6-0 Moldavië - Polen 1-1 Italië - Engeland 0-0 Georgië | - Italië 1-1 Polen - Polen 1-1 Engeland - Georgië 1-0 Moldavië - Polen 2-2 Georgië - Engeland 1-0 Moldavië - Georgië 2-0 Italië - Moldavië 0-0 Georgië - Moldavië 2-3 Polen - Georgië 5-1 Polen - Italië 0-1 Engeland |

| Kwalificatiegroep 3 | Kwalificatiegroep 3 | Wed | W | G | V | DV | DT | Ptn |
| ------------------- | ------------------- | --- | - | - | - | -- | -- | --- |
| 1                   | Noorwegen           | 8   | 5 | 2 | 1 | 22 | 10 | 17  |
| 2                   | Frankrijk           | 8   | 4 | 3 | 1 | 13 | 8  | 15  |
| 3                   | Zwitserland         | 8   | 2 | 3 | 3 | 13 | 17 | 9   |
| 4                   | Finland             | 8   | 2 | 3 | 3 | 8  | 10 | 9   |
| 5                   | Hongarije           | 8   | 1 | 1 | 6 | 9  | 20 | 4   |
| 6                   | Azerbeidzjan        | 0   | 0 | 0 | 0 | 0  | 0  | 0   |

| - Noorwegen 1-1 Frankrijk - Hongarije 0-1 Finland - Finland 1-1 Zwitserland - Noorwegen 4-1 Hongarije - Zwitserland 3-7 Noorwegen - Frankrijk 2-0 Hongarije - Frankrijk 1-0 Zwitserland - Noorwegen 3-0 Finland - Zwitserland 4-1 Hongarije - Frankrijk 2-1 Finland | - Finland 1-1 Frankrijk - Hongarije 2-0 Noorwegen - Hongarije 2-2 Zwitserland - Finland 0-0 Noorwegen - Zwitserland 2-1 Finland - Hongarije 2-4 Frankrijk - Noorwegen 4-1 Zwitserland - Finland 3-1 Hongarije - Zwitserland 0-0 Frankrijk - Frankrijk 2-3 Noorwegen |

| Kwalificatiegroep 4 | Kwalificatiegroep 4 | Wed | W | G | V | DV | DT | Ptn |
| ------------------- | ------------------- | --- | - | - | - | -- | -- | --- |
| 1                   | Zweden              | 10  | 9 | 0 | 1 | 30 | 6  | 27  |
| 2                   | Oostenrijk          | 10  | 6 | 2 | 2 | 21 | 12 | 20  |
| 3                   | Wit-Rusland         | 10  | 6 | 2 | 2 | 17 | 7  | 20  |
| 4                   | Letland             | 10  | 2 | 2 | 6 | 6  | 18 | 8   |
| 5                   | Schotland           | 10  | 2 | 1 | 7 | 10 | 20 | 7   |
| 6                   | Estland             | 10  | 1 | 1 | 8 | 4  | 25 | 4   |

| - Zweden 1-3 Wit-Rusland - Oostenrijk 4-0 Schotland - Wit-Rusland 3-1 Estland - Letland 0-2 Zweden - Estland 1-1 Wit-Rusland - Letland 0-0 Schotland - Estland 0-1 Schotland - Zweden 4-1 Oostenrijk - Wit-Rusland 2-0 Letland - Oostenrijk 0-0 Letland - Schotland 1-4 Zweden - Schotland 4-0 Estland - Schotland 1-2 Oostenrijk - Letland 0-3 Wit-Rusland - Oostenrijk 7-1 Estland | - Zweden 2-1 Schotland - Estland 0-1 Letland - Wit-Rusland 1-0 Schotland - Letland 1-3 Oostenrijk - Estland 0-2 Zweden - Wit-Rusland 0-1 Zweden - Estland 0-1 Oostenrijk - Letland 0-1 Estland - Oostenrijk 0-4 Zweden - Schotland 0-3 Wit-Rusland - Wit-Rusland 1-1 Oostenrijk - Zweden 5-0 Letland - Zweden 5-0 Estland - Schotland 2-4 Letland - Oostenrijk 2-0 Wit-Rusland |

| Kwalificatiegroep 5 | Kwalificatiegroep 5 | Wed | W | G | V | DV | DT | Ptn |
| ------------------- | ------------------- | --- | - | - | - | -- | -- | --- |
| 1                   | Rusland             | 8   | 6 | 1 | 1 | 27 | 7  | 19  |
| 2                   | Israël              | 8   | 5 | 2 | 1 | 17 | 9  | 17  |
| 3                   | Bulgarije           | 8   | 4 | 0 | 4 | 16 | 12 | 12  |
| 4                   | Cyprus              | 8   | 3 | 1 | 4 | 16 | 15 | 10  |
| 5                   | Luxemburg           | 8   | 0 | 0 | 8 | 3  | 36 | 0   |

| - Rusland 2-1 Cyprus - Israël 2-0 Bulgarije - Israël 1-0 Rusland - Luxemburg 0-4 Bulgarije - Luxemburg 1-7 Rusland - Cyprus 1-1 Israël - Cyprus 3-0 Bulgarije - Israël 2-1 Luxemburg - Cyprus 0-4 Rusland - Luxemburg 0-5 Israël | - Bulgarije 3-1 Cyprus - Rusland 8-0 Luxemburg - Israël 4-3 Cyprus - Bulgarije 3-0 Luxemburg - Rusland 1-1 Israël - Bulgarije 3-1 Israël - Luxemburg 1-2 Cyprus - Bulgarije 1-2 Rusland - Rusland 3-2 Bulgarije - Cyprus 5-0 Luxemburg |

| Kwalificatiegroep 6 | Kwalificatiegroep 6 | Wed | W | G | V | DV | DT | Ptn |
| ------------------- | ------------------- | --- | - | - | - | -- | -- | --- |
| 1                   | Spanje              | 8   | 7 | 1 | 0 | 18 | 6  | 22  |
| 2                   | Joegoslavië         | 8   | 6 | 0 | 2 | 14 | 3  | 18  |
| 3                   | Slowakije           | 8   | 3 | 1 | 4 | 16 | 10 | 10  |
| 4                   | Tsjechië            | 8   | 3 | 0 | 5 | 13 | 13 | 9   |
| 5                   | Malta               | 8   | 0 | 0 | 8 | 0  | 29 | 0   |

| - Joegoslavië 1-0 Malta - Tsjechië 4-0 Malta - Slowakije 3-0 Malta - Tsjechië 1-2 Spanje - Joegoslavië 3-0 Tsjechië - Spanje 1-1 Slowakije - Spanje 1-0 Joegoslavië - Malta 0-3 Spanje - Spanje 1-0 Malta - Malta 0-6 Slowakije | - Tsjechië 0-1 Joegoslavië - Joegoslavië 1-2 Spanje - Joegoslavië 1-0 Slowakije - Spanje 4-0 Tsjechië - Slowakije 0-1 Tsjechië - Slowakije 0-1 Joegoslavië - Malta 0-5 Tsjechië - Slowakije 3-4 Spanje - Tsjechië 2-3 Slowakije - Malta 0-6 Joegoslavië |

| Kwalificatiegroep 7 | Kwalificatiegroep 7 | Wed | W | G | V | DV | DT | Ptn |
| ------------------- | ------------------- | --- | - | - | - | -- | -- | --- |
| 1                   | Nederland           | 8   | 6 | 1 | 1 | 26 | 5  | 19  |
| 2                   | Turkije             | 8   | 5 | 0 | 3 | 16 | 8  | 15  |
| 3                   | België              | 8   | 4 | 1 | 3 | 16 | 12 | 13  |
| 4                   | Wales               | 8   | 4 | 0 | 4 | 9  | 9  | 12  |
| 5                   | San Marino          | 8   | 0 | 0 | 8 | 2  | 35 | 0   |

| - San Marino 0-3 Wales - Wales 4-0 San Marino - België 1-2 Turkije - Wales 0-2 Nederland - San Marino 1-5 België - Nederland 0-1 Wales - Turkije 3-0 San Marino - Wales 0-3 Turkije - België 2-2 Nederland - Nederland 6-0 San Marino | - Wales 1-0 België - Turkije 0-1 Nederland - Turkije 1-2 België - San Marino 0-7 Nederland - België 3-0 San Marino - Turkije 3-0 Wales - Nederland 5-2 België - San Marino 1-4 Turkije - Nederland 3-0 Turkije - België 1-0 Wales |

| Kwalificatiegroep 8 | Kwalificatiegroep 8 | Wed | W | G | V | DV | DT | Ptn |
| ------------------- | ------------------- | --- | - | - | - | -- | -- | --- |
| 1                   | Roemenië            | 8   | 8 | 0 | 0 | 18 | 4  | 24  |
| 2                   | IJsland             | 8   | 4 | 1 | 3 | 10 | 10 | 13  |
| 3                   | Ierland             | 8   | 3 | 0 | 5 | 11 | 7  | 9   |
| 4                   | Litouwen            | 8   | 3 | 0 | 5 | 8  | 12 | 9   |
| 5                   | Macedonië           | 8   | 1 | 1 | 6 | 3  | 17 | 4   |

| - IJsland 2-0 Macedonië - Roemenië 2-1 Litouwen - Litouwen 0-3 IJsland - Ierland 4-0 Macedonië - IJsland 2-3 Roemenië - Ierland 0-1 IJsland - Macedonië 0-1 Roemenië - Litouwen 1-2 Roemenië - Macedonië 0-4 Ierland - Roemenië 1-0 Ierland | - Macedonië 1-1 IJsland - IJsland 0-2 Litouwen - Ierland 2-0 Litouwen - Roemenië 3-0 Macedonië - IJsland 1-0 Ierland - Litouwen 1-0 Macedonië - Litouwen 2-1 Ierland - Roemenië 4-0 IJsland - Ierland 0-2 Roemenië - Macedonië 2-1 Litouwen |

| Kwalificatiegroep 9 | Kwalificatiegroep 9 | Wed | W | G | V | DV | DT | Ptn |
| ------------------- | ------------------- | --- | - | - | - | -- | -- | --- |
| 1                   | Duitsland           | 8   | 6 | 2 | 0 | 20 | 3  | 20  |
| 2                   | Oekraïne            | 8   | 5 | 1 | 2 | 14 | 4  | 16  |
| 3                   | Portugal            | 8   | 4 | 2 | 2 | 20 | 11 | 14  |
| 4                   | Albanië             | 8   | 1 | 1 | 6 | 6  | 19 | 4   |
| 5                   | Armenië             | 8   | 1 | 0 | 7 | 8  | 31 | 3   |

| - Armenië 3-4 Portugal - Oekraïne 1-0 Portugal - Albanië 2-4 Portugal - Armenië 0-1 Duitsland - Albanië 3-2 Armenië - Portugal 1-0 Oekraïne - Portugal 1-2 Duitsland - Albanië 0-3 Oekraïne - Albanië 0-4 Duitsland - Duitsland 2-0 Oekraïne | - Oekraïne 7-0 Armenië - Oekraïne 1-1 Duitsland - Portugal 1-1 Albanië - Oekraïne 1-0 Albanië - Portugal 8-1 Armenië - Duitsland 1-1 Portugal - Armenië 2-0 Albanië - Duitsland 7-0 Armenië - Armenië 0-1 Oekraïne - Duitsland 2-0 Albanië |

| Groepswinnaars | Groepswinnaars | Wed | W | G | V | DV | DT | Ptn |
| -------------- | -------------- | --- | - | - | - | -- | -- | --- |
| 1              | Roemenië       | 6   | 6 | 0 | 0 | 14 | 4  | 18  |
| 2              | Spanje         | 6   | 5 | 1 | 0 | 14 | 6  | 16  |
| 3              | Zweden         | 6   | 5 | 0 | 1 | 18 | 4  | 15  |
| 4              | Noorwegen      | 6   | 4 | 2 | 0 | 18 | 7  | 14  |
| 5              | Duitsland      | 6   | 4 | 2 | 0 | 12 | 3  | 13  |
| 6              | Nederland      | 6   | 4 | 1 | 1 | 13 | 5  | 13  |
| 7              | Rusland        | 6   | 4 | 1 | 1 | 12 | 6  | 13  |
| 8              | Griekenland    | 6   | 4 | 0 | 2 | 11 | 7  | 12  |
| 9              | Engeland       | 6   | 3 | 3 | 0 | 4  | 1  | 12  |

## Knock-outfase
Gehouden in Roemenië van 23-31 mei, 1998.
| Kwartfinales - Duitsland 0-1 Griekenland Griekenland ging door - Nederland 2-1 Roemenië Nederland ging door - Spanje 1-0 Rusland Spanje ging door - Noorwegen 1-0 Zweden Noorwegen ging door | Halve finales - Nederland 0-3 Griekenland Griekenland naar finale - Spanje 1-0 Noorwegen Spanje naar finale Verliezersronde - Roemenië 0-1 Duitsland - Rusland 0-2 Zweden | Wedstrijd om 5e plaats - Duitsland 2-1 Zweden Duitsland werd vijfde Zweden werd zesde Wedstrijd om 7e plaats - Roemenië 1-2 Rusland Rusland werd zevende Roemenië werd achtste | Finale - Griekenland 0-1 Spanje Spanje werd kampioen Griekenland werd tweede Verliezersfinale - Nederland 0-2 Noorwegen Noorwegen werd derde Nederland werd vierde |

## Ranglijst
| Plaats | Team        | Sinds kwal. fase |
| ------ | ----------- | ---------------- |
| 1      | Spanje      | +1               |
| 2      | Griekenland | +6               |
| 3      | Noorwegen   | +1               |
| 4      | Nederland   | +2               |
| 5      | Duitsland   | =                |
| 6      | Zweden      | -3               |
| 7      | Rusland     | =                |
| 8      | Roemenië    | -7               |